# 納哈利內
49°50′27″N 35°12′32″E / 49.84083°N 35.20889°E
納哈利內（羅馬化：Nahalne）是位於烏克蘭東部的村莊，由哈爾科夫州博霍杜希夫區的科洛馬克市鎮負責管轄。該村始建於1775年，面積0.54平方公里，海拔高度163米，2001年人口129。